# 漒川郡
漒川郡，中国十六国时设置的郡。
西秦建义元年（385年）乞伏国仁置漒川郡，治所在今甘肃省甘南藏族自治州迭部县白龙江流域。设梁州，驻漒川郡，管理漒川郡、甘松郡、匡朋郡、白马郡、汉阳郡。太初十三年（400年），后秦灭西秦，漒川郡入南羌。西秦复国后，收复漒川郡，设益州，驻漒川郡。东晋义熙十二年（416年）乞伏炽磐攻漒川，军队到沓中，沮渠蒙逊率众攻石泉。西秦灭亡后，漒川郡被废除。